# Bashilangan Xiang
Bashilangan Xiang (kinesiska: 巴什兰干乡, 巴什兰干) är en socken i Kina. Den ligger i den autonoma regionen Xinjiang, i den nordvästra delen av landet, omkring 1 100 kilometer sydväst om regionhuvudstaden Ürümqi. Antalet invånare är 4 862. Befolkningen består av 2 334 kvinnor och 2 528 män. Barn under 15 år utgör 27,0 %, vuxna 15-64 år 66 %, och äldre över 65 år 6,0 %.
Genomsnittlig årsnederbörd är 147 millimeter. Den regnigaste månaden är februari, med i genomsnitt 28 mm nederbörd, och den torraste är oktober, med 2 mm nederbörd.